# Фюнес, Изабель де
Изабель де Фюнес (фр. Isabelle De Funès; род. 27 июля 1944 года) — французская актриса
, певица
, фотограф и модель.
Племянница известного актёра Луи де Фюнеса (дочь его сестры Марии и режиссёра Франсуа Жира).
Была замужем за французским актёром Мишелем Дюшоссуа с 1970 по 1971 год.
На счету Изабель 10 актёрских работ в кино и на телевидении, пять музыкальных альбомов.
После 1978 года в кино не снималась.